# Cantone di Aubenas
Il Cantone di Aubenas era un cantone francese dell'arrondissement di Largentière.
A seguito della riforma approvata con decreto del 13 febbraio 2014, che ha avuto attuazione dopo le elezioni dipartimentali del 2015, è stato soppresso.

## Composizione
Comprendeva i comuni di:
- Ailhon
- Aubenas
- Fons
- Lachapelle-sous-Aubenas
- Lentillères
- Mercuer
- Saint-Didier-sous-Aubenas
- Saint-Étienne-de-Fontbellon
- Saint-Sernin